# Aplocera boisduvaliata
Aplocera boisduvaliata är en fjärilsart som beskrevs av Philogène Auguste Joseph Duponchel 1831. Aplocera boisduvaliata ingår i släktet Aplocera och familjen mätare. Inga underarter finns listade i Catalogue of Life.